# 雨夜の月に
「雨夜の月に」（あまよのつきに）は、工藤静香通算40枚目のシングル。2007年5月23日発売。発売元はポニーキャニオン。

## 解説
東海テレビ・フジテレビ系昼ドラマ『麗わしき鬼』（2007年4月2日～6月29日）主題歌に起用。ソロデビュー20周年目のシングル。
NTTドコモ・KDDI（au）・ソフトバンクモバイルの携帯電話向けに提供されている、着うたフル配信サイト「mora」2007年1月～6月期着うたフルダウンロードランキングで第19位にランクイン。
カップリング曲「存在」の作詞をした松井五郎は、2005年6月1日発売アルバム『月影』収録の「深海魚」以来の起用となった。

## 収録曲
1. 雨夜の月に （5:03）
  - 作詞：愛絵理　作曲：山口寛雄　編曲：久保田邦夫
2. 存在 （4:38）
  - 作詞：松井五郎　作曲・編曲：h-wonder
3. 雨夜の月に （less vocal）

## 収録アルバム
- 雨夜の月に
  - オリジナルアルバム未収録
  - Shizuka Kudo 20th Anniversary the Best
- 存在
  - 20th Anniversary B-side collection